# Mecánica estadística cuántica
La mecánica estadística cuántica es la rama mecánica estadística aplicable a sistemas cuánticos. En mecánica cuántica, una colectividad estadística se describe mediante un operador de densidad S, que es un operador no negativo, autoadjunto, clase de traza de traza 1 en el espacio de Hilbert H que describe el sistema cuántico.  Esto se puede mostrar bajo varios formalismos matemáticos para la mecánica cuántica.  Uno de esos formalismos es proporcionado por lógica cuántica.

## Valor esperado
En la teoría clásica de la probabilidad, el valor esperado de una variable aleatoria X se define a partir de su distribución de probabilidad DX como:

{\displaystyle \mathbb {E} (X)=\int _{\mathbb {R} }\lambda \,{\text{d}}\operatorname {D} _{X}(\lambda )}

asumiendo que la variable aleatoria es integrable y que la variable aleatoria no toma valores negativos. Del mismo modo, sea A un observable de un sistema mecano-cuántico. A viene dada por un operador autoadjunto densamente definido en H.  La medida espectral de A definida por

{\displaystyle \operatorname {E} _{A}(U)=\int _{U}\lambda d\operatorname {E} (\lambda ),}

determina de forma única A y, recíprocamente, está determinada de forma única por A.  EA es un homomorfismo booleano de los subconjuntos de Borel de R en la red Q de proyecciones autoadjuntas de H. En analogía con la teoría de la probabilidad, dado un estado S, introducimos la distribución de A bajo S, que es la medida de probabilidad definida en los subconjuntos de Borel de R por

{\displaystyle \operatorname {D} _{A}(U)=\operatorname {Tr} (\operatorname {E} _{A}(U)S).}

Del mismo modo, el valor esperado de A se define en términos de la distribución de probabilidad DA por

{\displaystyle \mathbb {E} (A)=\int _{\mathbb {R} }\lambda \,d\,\operatorname {D} _{A}(\lambda ).}

Nótese que este valor esperado es relativo al estado mixto S que se utiliza en la definición de DA.
Comentario.  Por razones técnicas, es necesario considerar por separado las partes positivas y negativas de A definidas por el cálculo funcional de Borel para operadores no acotados.
Se puede mostrar fácilmente que:

{\displaystyle \mathbb {E} (A)=\operatorname {tr} (AS)=\operatorname {tr} (SA)}

Nótese que si S es un estado puro correspondiente al vector {\displaystyle \psi }, entonces:

{\displaystyle \mathbb {E} (A)=\langle \psi |A|\psi \rangle .}

La traza de un operador A se escribe como sigue:

{\displaystyle \operatorname {tr} (A)=\sum _{m}\langle m|A|m\rangle .}

## Entropía de Von Neumann
De particular importancia para describir la aleatoriedad de un estado es la entropía de von Neumann de S formalmente definida por:

{\displaystyle \operatorname {H} (S)=-\operatorname {tr} (S\log _{2}S)}

En realidad, el operador S log2 S no es necesariamente clase de traza. Sin embargo, si S es un operador autoadjunto no negativo no de clase trace definimos Tr(S) = +∞.  También tenga en cuenta que cualquier operador de densidad S puede ser diagonalizado, que puede ser representado en alguna base ortonormal por una matriz (posiblemente infinita) de la forma:

{\displaystyle {\begin{bmatrix}\lambda _{1}&0&\cdots &0&\cdots \\0&\lambda _{2}&\cdots &0&\cdots \\\vdots &\vdots &\ddots &\\0&0&&\lambda _{n}&\\\vdots &\vdots &&&\ddots \end{bmatrix}}}

y definimos

{\displaystyle \operatorname {H} (S)=-\sum _{i}\lambda _{i}\log _{2}\lambda _{i}.}

La convención es que {\displaystyle \;0\log _{2}0=0}, ya que un evento con probabilidad cero no debe contribuir a la entropía. Este valor es un número real extendido (es decir, en [0, ∞]) y este es claramente un invariante unitario de S.
Comentario. De hecho, es posible que H(S) = +∞ para algún operador de densidad S. De hecho, T sea la matriz diagonal:

{\displaystyle T={\begin{bmatrix}{\frac {1}{2(\log _{2}2)^{2}}}&0&\cdots &0&\cdots \\0&{\frac {1}{3(\log _{2}3)^{2}}}&\cdots &0&\cdots \\\vdots &\vdots &\ddots &\\0&0&&{\frac {1}{n(\log _{2}n)^{2}}}&\\\vdots &\vdots &&&\ddots \end{bmatrix}}}

T es una clase de traza no negativa y se puede mostrar T log2 T no es clase de traza.
Teorema.  La entropía es un invariante unitario.
En analogía con entropía clásica (nótese la similitud en las definiciones), H(S) mide la cantidad de aleatoriedad en el estado S. Cuanto más dispersos estén los valores propios, mayor será la entropía del sistema. Para un sistema en el que el espacio H es finito-dimensional, la entropía se maximiza para los estados S que en forma diagonal tienen la representación

{\displaystyle {\begin{bmatrix}{\frac {1}{n}}&0&\cdots &0\\0&{\frac {1}{n}}&\dots &0\\\vdots &\vdots &\ddots &\vdots \\0&0&\cdots &{\frac {1}{n}}\end{bmatrix}}}

Para tal S, H(S) = log2 n. El estado S se llama estado mixto máximo.
Recordemos que un estado puro es uno de los formularios

{\displaystyle S=|\psi \rangle \langle \psi |,}

para ψ un vector de la norma 1.
Teorema.  H(S) = 0 si y sólo si S es un estado puro.
Para S es un estado puro si y sólo si su forma diagonal tiene exactamente una entrada distinta de cero que es un 1.
La entropía se puede utilizar como una medida de entrelazamiento cuántico.

## Conexión con el teorema espín-estadística
Un hecho notorio, es que en mecánica estadística cuántica, debido al teorema espín-estadística la forma de encontrar el macroestado que maximiza el número de microconfiguraciones debemos distinguir entre si estamos tratando fermiones o bosones. En partícula sucede que:
- Los fermiones idénticos poseen una función de onda antisimétrica y por eso mismo obedecen la estadística de Fermi-Dirac.
- Los bosones idénticos poseen una función de onda simétrica y obedecen la estadística de Bose-Einstein.